# Alaksiej Skwierniuk
Alaksiej Skwierniuk (biał. Аляксей Сквернюк, ros. Алексей Сквернюк, Aleksiej Skwierniuk; ur. 13 października 1985 w Mińsku) – białoruski piłkarz, grający na pozycji pomocnika, reprezentant Białorusi.
Jego atrybuty fizyczne to 171 cm i 64 kg. W reprezentacji Białorusi wystąpił 7 razy.